# Ď
O Ď (minúscula: ď) é uma letra (D latino, adicionado do caron) utilizada no tcheco e no eslovaco seu som, de acordo com o alfabeto fonético internacional /ɟ/, a oclusiva palatal sonora. Essa letra também já foi utilizada na língua polábia, a forma maiúscula da letra (Ď) é formada por um D com a adição de um caron; a forma minúscula (ď) tem um caron transformado em algo parecido com um apóstrofo (') diferente de um acento circunflexo de cabeça para baixo. Quando agrupando, Ď é posto logo após um D normal do alfabeto
Ď também é usado para representar a letra ð maiúscula no brasão de armas de Xetlândia; porém, a forma maiúscula normal de ð é Ð.